# Forkromet øjemål
Et forkromet øjemål er et mærkligt  ordspil som svende i forskellige brancher bruger til at tage gas typisk på lærlinge, som i forvejen har svært ved at forstå alle de fagudtryk som bruges og derfor bliver endnu mere forvirrede når de hører om imaginære ting som forkromede øjemål.
Når udspurgt om en forklaring på, hvad et forkromet øjemål er kunne en svend finde på at komme med følgende humoristiske svar:
"Specielt øjemål, der bruges til at definere om noget er godt lavet, eller om det overholder nogle udefinerede mål. Forkromningen er for holbarhedens skyld, uden dette vil det ruste, da det ikke er særlig ofte at forkromede øjemål anvendes."